# Cipedang (Wanasalam)
Cipedang is een bestuurslaag in het regentschap Lebak van de provincie Banten, Indonesië. Cipedang telt 3474 inwoners (volkstelling 2010).